# Salomon II
Salomon II (gyyz: ሣሎሞን) – cesarz Etiopii od 13 kwietnia 1777 do 20 lipca 1779 roku. Nieznana jest jego data urodzin, ani śmierci. Pochodził z dynastii salomońskiej.

## Początki panowania
Salomon został cesarzem za sprawą rasa Hajle Josadika, dedżazmacza Uanda Beuessena i dedżazmacza Kynfu Adjama, po tym jak zdetronizowali Tekle Hajmanota II w 1777. Jedną z pierwszych decyzji nowego cesarza był szereg promocji arystokratów, którzy wynieśli go do tronu. I tak Kyffu Adjam z rasa bitueddena stał się zarządcą Damot, Uand Beuessen zarządcą Begiemdyru, a dedżazmacz Hajlu Adara awansował na zarządcę Godżamu, natomiast Hajlu Eszte został zarządcą prowincji Semien.

## Konflikty wewnętrzne
Pomimo porozumienia pomiędzy możnowładcami, azadż Syllasje Barya zbuntował się i sprowadził Tekle Gijorgisa I z więzienia na górze Uehni Amba jako pretendenta do tronu. Salomon odpowiedział na bunt wymarszem z Gondaru. Tekle Gijorgis uciekł do Tigraj, skąd wyszedł na czele armii, jednak został pokonany przez Salomona i powrócił do Uehni Amba. Następnie doszło do konfliktu pomiędzy Hajle Josadikiem, a Kynfu Adjamem. W bitwie pod Sabisabarem Kyffu Adjam odniósł nad nim zwycięstwo i pojmał. Tym razem Salomon stał się "marionetką" w rękach Adjama. Krótko po tym cesarz nakłonił z dobrym skutkiem dedżazmacza Hajlu Eszte do przyłączenia się do stronnictwa Kyffu Adjama. Sojusznicy przeprowadzili razem najazd na Filakit Gereger, późniejszą stolicę Begiemdyru. Bokatu, który stał się tam zarządcą po niedawnej śmierci swojego brata, Uanda Beuessena został zmuszony do ucieczki ze swojego pałacu w Filakit Gereger.

## Schyłek panowania
Druga bitwa stoczona przeciwko Bokatu zakończyła się jednak niepowodzeniem Salomona i jego stronnictwa. Kyffu Adjam i Hajlu Adara po tym wydarzeniu zaczęli spiskować przeciw cesarzowi. Chcieli uczynić władcą Tekle Gijorgisa, podobnie jak w przeszłości chciał tego dokonać Syllasje Barya. Tekle Gijorgis ponownie został sprowadzony z Uehni Amba. Kyffu Adjam wyruszył do Dery, a następnie próbował pokonać Hajle Josadika, ale nie udało mu się, więc zawarli oni między sobą pokój. Kyffu Adjam zabrał ze sobą do swojej prowincji Damot Salomona i Tekle Gijorgisa. Siedemnastego lipca 1779 w Jybaba proklamował cesarzem Tekle Gijorgisa I i zapowiedział, że Salomon stanie się mnichem. Kronikarz Aleka Gabru zanotował, że Salomon mógł zostać oślepiony przed odesłaniem go do Uehni Amba, gdzie w XVIII wieku tradycyjnie więzieni byli przedstawiciele dynastii salomońskiej. Ostatnie wzmianki na temat Salomona II pochodzą z Kronik królewskich. 25 marca 1780. Kyffu Adjam próbował wówczas sprowadzić go z Uehni Amba, aby ponownie uczynić go cesarzem w miejsce Tekle Gijorgisa. 25 maja w bitwie pod Maryam Weha Adjam został pokonany przez Bokatu i uwięziony, a Salomon powrócił do więzienia na górze Uehni Amba. Według angielskiego egiptologa Henry'ego Salta, który odwiedził Etiopię na przełomie 1809 i 1810, żył jeszcze wówczas były cesarz o imieniu Salomon, jednak nie jest pewne czy chodziło o Salomona II, czy Salomona III. Bardziej prawdopodobne jest, że Henry Salt miał na myśli Salomona III.

## Fundacje
Richard Punkhurst przypisuje Salomonowi II budowę kościoła Qeddus Fasilides ("Świętego Bazylego") w Gondarze.